# Suredaïta
La suredaïta és un mineral de la classe dels sulfurs. Rep el nom en honor de Ricardo José Sureda Leston (n. 1946), cap del Departament de Mineralogia i Geologia Econòmica de la Universitat de Salta, Argentina.

## Característiques
La suredaïta és un sulfur de fórmula química PbSnS₃. Va ser aprovada com a espècie vàlida per l'Associació Mineralògica Internacional l'any 1997. Cristal·litza en el sistema ortoròmbic. La seva duresa a l'escala de Mohs es troba entre 2,5 i 3.
Segons la classificació de Nickel-Strunz, la suredaïta pertany a «02.DB: Sulfurs metàl·lics, M:S = 2:3» juntament amb els següents minerals: antimonselita, bismutinita, guanajuatita, metastibnita, pääkkönenita, estibina, ottemannita, bowieïta, kashinita, montbrayita, edgarita, tarkianita i cameronita.
Els exemplars que van servir per a determinar l'espècie, el que es coneix com a material tipus, es troben conservats a les col·leccions de l'Institut de Mineralogia de la Universitat de Salzburg (Àustria), amb els números de catàleg 14389-14391, i a les col·leccions del Museu d'Història Natural de Londres (Anglaterra).

## Formació i jaciments
Va ser descoberta a la mina Oploca, situada al dipòsit d'argent i estany de Pirquitas, al departament de Rinconada >(Província de Jujuy, Argentina). Es tracta de l'únic indret de tot el planeta on ha estat descrita aquesta espècie mineral.